# Музей штаба кавалерийской бригады Г. И. Котовского
Военно-исторический музей штаба кавалерийской бригады Г. И. Котовского — единственный в своём роде военно-исторический музей, связанный с деятельностью в Молдавии и на Украине во время Гражданской войны легендарного красного командира. Расположен в г. Тирасполе в здании бывшей городской гостиницы «Париж». Относится к наиболее значимым историческим достопримечательностям Тирасполя. Структурно является частью Тираспольского объединённого музея, куда входят также историко-краеведческий музей, музей истории Суворовской крепости, дом-музей изобретателя противогаза академика Н. Д. Зелинского и картинная галерея. С 2019 года, в связи с угрозой обрушения здания, экспозиция возвращена в центральное здание Тираспольского объединённого музея.

## История
В здании, в котором сегодня находится музей, в 1920 году располагался штаб кавалерийской бригады Г. И. Котовского, принимавшей участие в овладении городом и разгроме войск ВСЮР. Здесь же непродолжительное время жил сам Григорий Иванович и, по данным тираспольских историков, отпраздновал здесь свою свадьбу.
Музей был открыт в июне 1991 года. На открытии присутствовал сын Г. И. Котовского Григорий Григорьевич Котовский.

## Дискуссии о судьбе музея
В 2010—2011 годах шли дискуссии о целесообразности сохранения штаба-музея в Тирасполе. В частности, глава Тираспольской госадминистрации В. И. Костырко высказал мнение о необходимости сноса «ветхого здания» в центре приднестровской столицы. Однако Президент ПМР и ряд общественных и политических деятелей высказались против этой идеи, выступив за сохранение уникального музея.
В 2017 году, в связи с аварийностью здания, экспозицию, посвящённую Г. И. Котовскому, вернули в Тираспольской объединённый музей.

## Экспозиция
Экспозицию музея составляют некоторые вещи, подаренные сыном комбрига Г. Г. Котовским, книги, фотографии, связанные с деятельностью кавбригады Котовского, а также исторические стенды, оформленные современными художниками.

## Личность Г. И. Котовского и его кавалерийская бригада в истории Приднестровья
Для Приднестровья фигура Котовского значима ещё и потому, что комбриг, входивший в первую пятёрку высшего командного состава Красной армии, стоял у истоков государственности Приднестровья, явившись одним из инициаторов создания на территории левобережья Днестра Молдавской Автономной ССР. Котовскому также принадлежит заслуга в восстановлении ряда промышленных предприятий на территории современного Приднестровья после Гражданской войны, создание сети предприятий потребительской кооперации и сельскохозяйственных коммун.
В 1915 году в городе Бендеры совершил разбойное ограбление казначейства и отпустил более 60 уголовников из арестантского вагона, стоявшего на железнодорожной станции.